# Kabinet-Adenauer V
Het kabinet–Adenauer V was de uitvoerende macht van de Bondsrepubliek Duitsland (West-Duitsland) van 14 december 1962 tot 16 oktober 1963. Bondskanselier Konrad Adenauer (CDU) stond aan het hoofd van een coalitie van CDU/CSU en de FDP.
Het kabinet was een voortzetting van het vorige kabinet, het merendeel van de ministersploeg bestond uit dezelfde bewindslieden. In de herfst van 1963 gaf Adenauer te kennen (overigens onder druk van partijgenoten) dat hij zou aftreden en op 15 oktober diende hij bij bondspresident Heinrich Lübke (CDU) zijn ontslag in. Op 13 oktober werd hij opgevolgd door partijgenoot Ludwig Erhard, die al sinds 1949 minister van Economie was geweest. Erhard, grotendeels verantwoordelijk voor het Wirtschaftswunder, de grote economische opleving na de Tweede Wereldoorlog, was sinds 1957 ook al als vicekanselier, de plaatsvervanger van bondskanselier Adenauer. Toch was de onderlinge relatie tussen beide heren vaak moeizaam en twijfelde Adenauer soms openlijk of Erhard wel een geschikte opvolger zou zijn.

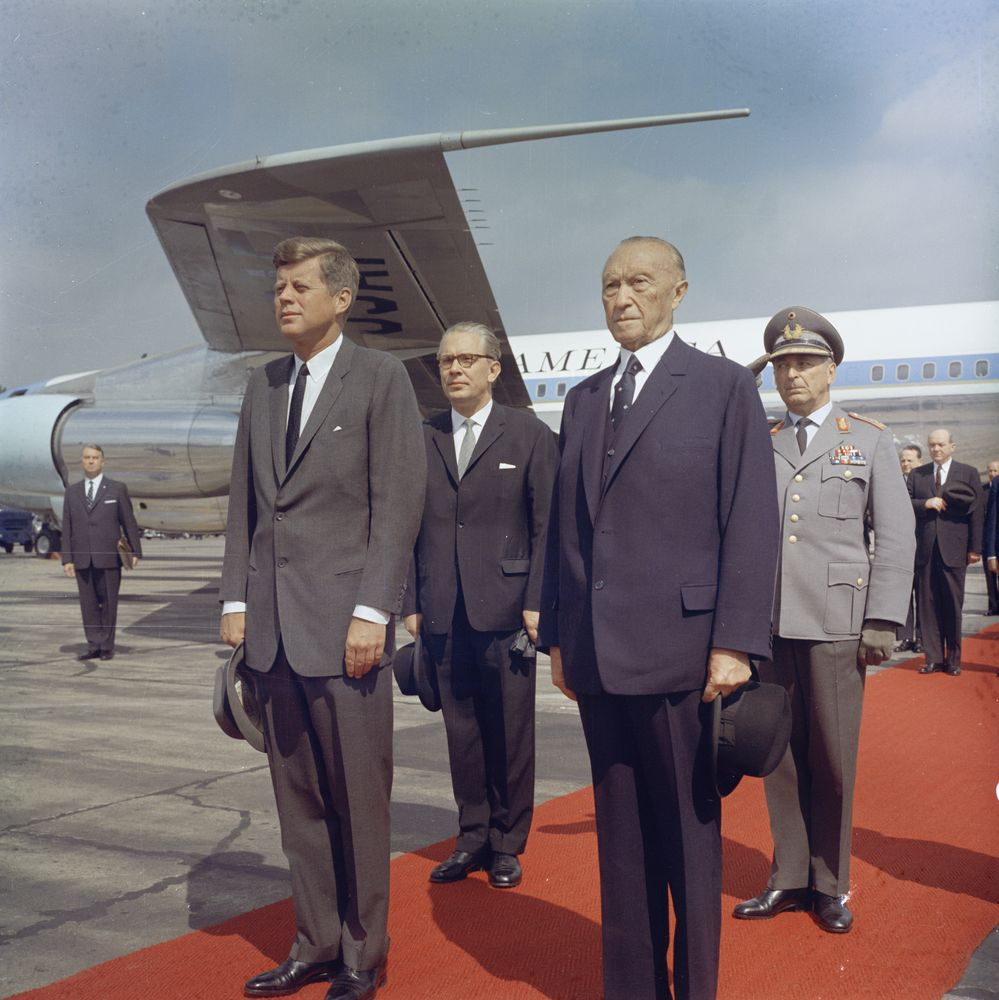
President van de Verenigde Staten John F. Kennedy en bondskanselier Konrad Adenauer tijdens een aankomst op Flughafen Köln-Bonn op 23 juni 1963.

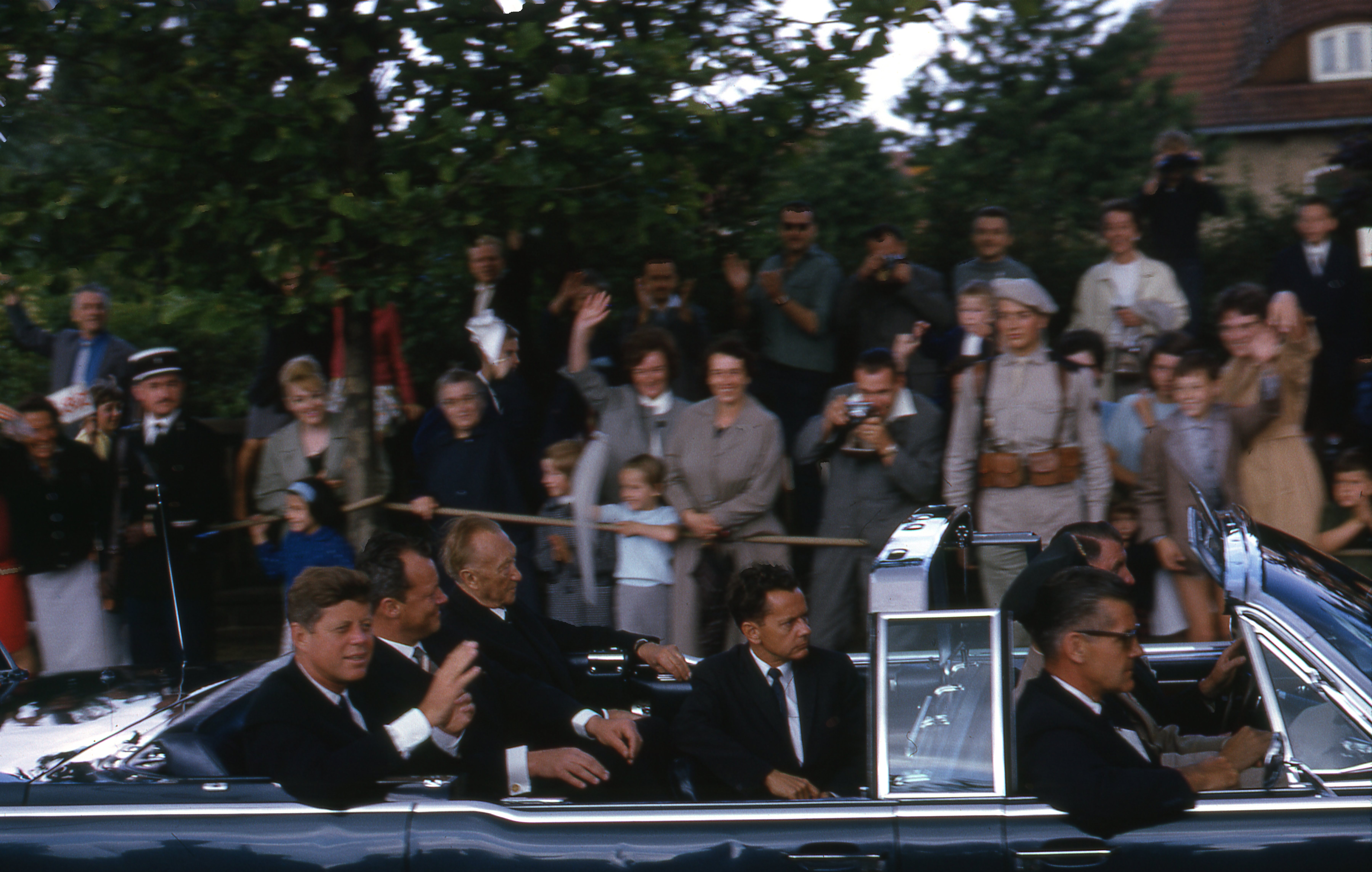
President van de Verenigde Staten John F. Kennedy, regerend burgemeester van West-Berlijn Willy Brandt en bondskanselier Konrad Adenauer tijdens een staatsbezoek in West-Berlijn op 26 juni 1963.

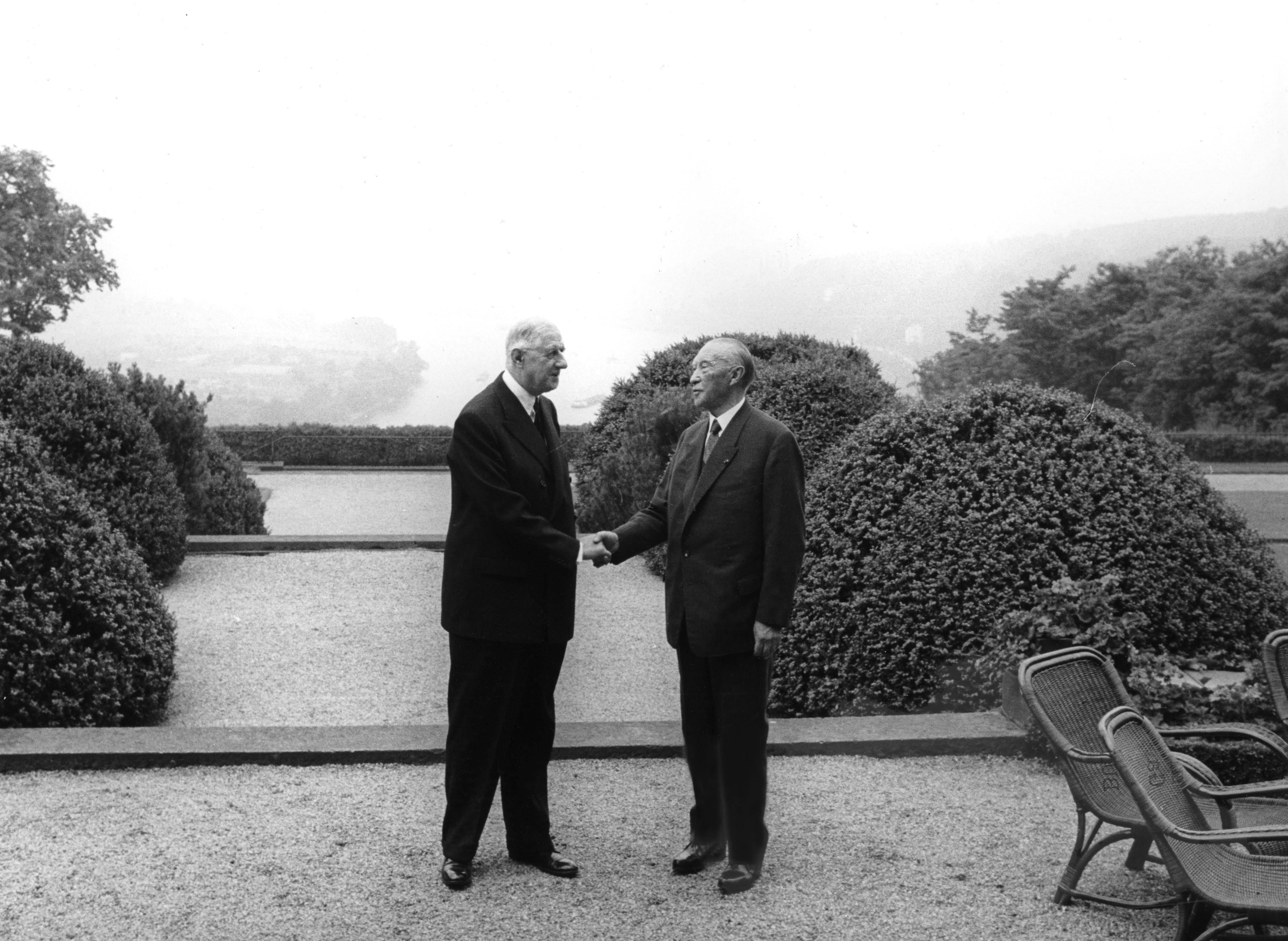
President van Frankrijk Charles de Gaulle en bondskanselier Konrad Adenauer tijdens een bijeenkomst in Bonn op 5 juli 1963.

| Ambtsbekleder                       | Ambtsbekleder          | Ambtsbekleder                      | Functie(s)                                              | Ambtstermijn      | Ambtstermijn     | Partij(en) |
| ----------------------------------- | ---------------------- | ---------------------------------- | ------------------------------------------------------- | ----------------- | ---------------- | ---------- |
|                                     | Konrad Adenauer        | Konrad Adenauer (1876–1967)        | Bondskanselier                                          | 15 september 1949 | 16 oktober 1963  | CDU        |
|                                     | Ludwig Erhard          | Ludwig Erhard (1897–1977)          | Vicekanselier                                           | 29 oktober 1957   | 16 oktober 1963  | O          |
| Bondsminister van Economische Zaken | Ludwig Erhard          | Ludwig Erhard (1897–1977)          | 15 september 1949                                       |                   | 16 oktober 1963  | O          |
|                                     | Hermann Höcherl        | Hermann Höcherl (1912–1989)        | Bondsminister van Binnenlandse Zaken                    | 14 november 1961  | 25 oktober 1965  | CSU        |
|                                     | Gerhard Schröder       | Gerhard Schröder (1910–1989)       | Bondsminister van Buitenlandse Zaken                    | 30 oktober 1961   | 1 december 1966  | CDU        |
|                                     | Rolf Dahlgrün          | Rolf Dahlgrün (1908–1969)          | Bondsminister van Financiën                             | 19 november 1962  | 28 oktober 1966  | FDP        |
|                                     | Ewald Bucher           | Ewald Bucher (1914–1991)           | Bondsminister van Justitie                              | 14 december 1962  | 26 maart 1965    | CSU        |
|                                     | Franz Josef Strauß     | Franz Josef Strauß (1915–1988)     | Bondsminister van Defensie                              | 16 oktober 1956   | 16 december 1962 | CSU        |
|                                     | Kai-Uwe von Hassel     | Kai-Uwe von Hassel (1913–1997)     | Bondsminister van Defensie                              | 16 december 1962  | 1 december 1966  | CDU        |
|                                     | Elisabeth Schwarzhaupt | Elisabeth Schwarzhaupt (1901–1986) | Bondsminister van Volksgezondheid                       | 14 november 1961  | 1 december 1966  | CDU        |
|                                     | Theodor Blank          | Theodor Blank (1905–1972)          | Bondsminister van Arbeid en Sociale Zaken               | 29 oktober 1957   | 26 oktober 1965  | CDU        |
|                                     | Hans-Christoph Seebohm | Hans-Christoph Seebohm (1903–1967) | Bondsminister van Verkeer                               | 15 september 1949 | 1 december 1966  | CDU        |
|                                     | Werner Schwarz         | Werner Schwarz (1902–1982)         | Bondsminister van Landbouw, Voedsel en Bosbeheer        | 15 september 1959 | 26 oktober 1965  | CDU        |
|                                     | Paul Lücke             | Paul Lücke (1914–1976)             | Bondsminister van Huisvesting                           | 29 oktober 1957   | 26 oktober 1965  | CDU        |
|                                     | Richard Stücklen       | Richard Stücklen (1897–1976)       | Bondsminister van Posterijen en Communicatie            | 29 oktober 1957   | 1 december 1966  | CSU        |
| Ministers zonder portefeuille       |                        |                                    |                                                         |                   |                  |            |
| Ambtsbekleder                       | Ambtsbekleder          | Ambtsbekleder                      | Functie(s)                                              | Ambtstermijn      | Ambtstermijn     | Partij(en) |
|                                     | Werner Dollinger       | Werner Dollinger (1918–2008)       | Bondsminister voor Financiële Bezittingen               | 14 december 1962  | 1 december 1966  | CSU        |
|                                     | Walter Scheel          | Walter Scheel (1919–2016)          | Bondsminister voor Economische Betrekkingen             | 14 december 1962  | 28 oktober 1966  | FDP        |
|                                     | Rainer Barzel          | Rainer Barzel (1924–2006)          | Bondsminister voor Oost-Duitse Betrekkingen             | 14 december 1962  | 16 oktober 1963  | CDU        |
|                                     | Wolfgang Mischnick     | Wolfgang Mischnick (1921–2002)     | Bondsminister voor Vluchtelingen en Oorlogsslachtoffers | 14 december 1962  | 16 oktober 1963  | FDP        |
|                                     | Hans Lenz              | Hans Lenz (1907–1968)              | Bondsminister voor Onderzoek en Technologie             | 14 december 1962  | 26 oktober 1965  | FDP        |
|                                     | Bruno Heck             | Bruno Heck (1917–1989)             | Bondsminister voor Familie en Jeugd Zaken               | 14 december 1962  | 1 oktober 1968   | CDU        |
|                                     | Alois Niederalt        | Alois Niederalt (1911–2004)        | Bondsminister voor de Bondsraad                         | 14 december 1962  | 1 december 1966  | CSU        |
|                                     | Heinrich Krone         | Heinrich Krone (1905–1982)         | Bondsminister voor de Federale Veiligheidsraad          | 14 november 1961  | 13 juli 1964     | CDU        |